# اندیس آنومالی قره آقاچ
آنومالی قره آقاچ یک اندیس فلزی است که در حوالی شهر زنجان استان زنجان قرار دارد و مادهٔ معدنی موجود در آن، طلا است.  